# Ambassade de Tanzanie en France
L'ambassade de Tanzanie en France est la représentation diplomatique de la république unie de Tanzanie en République française. Elle est située 7 ter rue Léonard-de-Vinci, dans le 16e arrondissement de Paris et son ambassadeur est, depuis 2023, Ali Jabir Mwadini.

## Ambassadeurs de Tanzanie en France
| Date de nomination | Date de nomination | Date de remise des lettres de créance | Date de remise des lettres de créance | Diplomate                         |
| ------------------ | ------------------ | ------------------------------------- | ------------------------------------- | --------------------------------- |
| 1962               |                    |                                       |                                       | Daniel Mfinaga                    |
| 1967               |                    |                                       |                                       | Obed Mgogo Katikaza               |
| 1969               |                    |                                       |                                       | Andrew K. Tibandebage             |
| 1972               |                    |                                       |                                       | Abdul C. Faraji                   |
| 1974               |                    |                                       |                                       | Abbas K. Sykes                    |
| 1977               |                    |                                       |                                       | Paul Mhaiki                       |
| 1979               |                    |                                       |                                       | Mahmood N. Rattansey              |
| 1980               |                    |                                       |                                       | Weidi E. Mwasakafyuka             |
| 1985               |                    |                                       |                                       | Fatuma Tatu Nuru                  |
| 1990               |                    |                                       |                                       | Christopher Liundi                |
| 1993               |                    |                                       |                                       | Sammy Mdee (chargé d'affaires)    |
| 1994               |                    |                                       |                                       | Immanuel Bavu (chargé d'affaires) |
| 1997               |                    |                                       |                                       | Abas Kitoi (chargé d'affaires)    |
| 1998               |                    |                                       |                                       | Kassim Mwawado                    |
| 2002               |                    |                                       |                                       | Juma V. Mwapachu                  |
| 2006               |                    |                                       |                                       | Omar Gumbo Kibelloh               |
| 2010               |                    | 3 décembre 2010                       | [ JORF 1 ]                            | Begum Karim-Taj                   |
| 2017               |                    | 23 février 2017                       | [ JORF 2 ]                            | Samuel Shelunkindo                |
| 2023               |                    | 29 février 2024                       | [ JORF 3 ]                            | Ali Jabir Mwadini                 |

## Consulat
La Tanzanie dispose également d'un consulat honoraire situé à Nice.